# Клоков Михайло Васильович

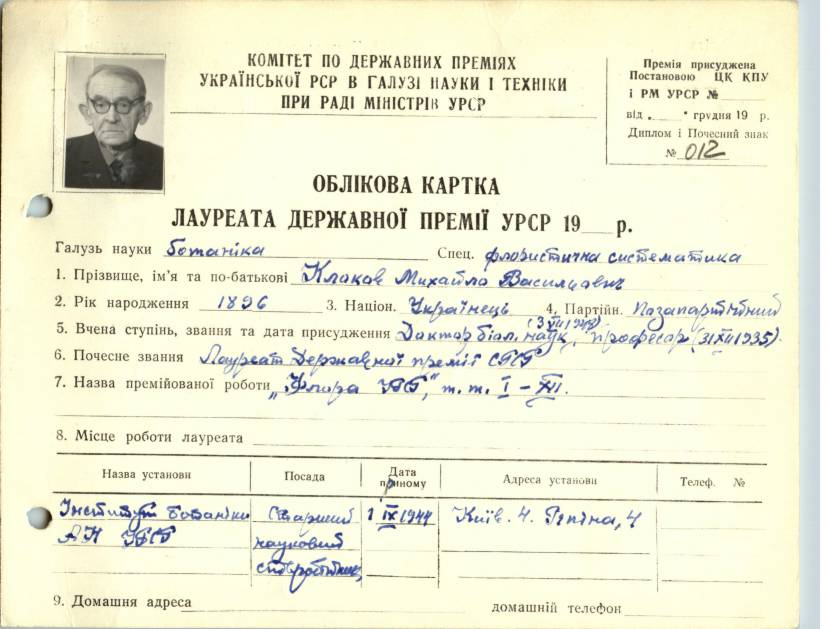
Облікова картка лауреата державної премії УРСР

Миха́йло Васи́льович Кло́ков (нар. 31 липня (12 серпня) 1896, місто Лебедин Сумської області,— 5 жовтня 1981, Київ) — український ботанік, поет і літературний критик. Літературне псевдо — Михайло Доленґо.

## Біографія
Народився в сім'ї народного вчителя. По закінченні гімназії навчався на біологічному факультеті Харківського університету, далі — в аспірантурі при науково-дослідній катедрі ботаніки ХІНО (1922—1926) та кафедрі літератури (1926—1930). З двадцяти років працював ботаніком у Харківському університеті, а від 1944 року в Інституті ботаніки АН УРСР. Під час війни був в евакуації в Ташкенті, потім у Кзил-Орді. 1947 року захистив дисертацію на ступінь доктора біологічних наук, отримав звання професора. 1969 року за участь у створенні 12-томної праці «Флора УРСР» удостоєний Державної премії СРСР.

## Наукова робота
Описав близько шестисот нових видів квіткових рослин, відкрив два десятки досі невідомих науці рослин, один із видів берези його учень Борис Заверуха назвав ім'ям вчителя — Береза Клокова.
Автор понад ста сорока наукових праць із теоретичних питань систематики та філогенії вищих рослин.
Відомий теоретик у галузі ейдології. Чимало праць ученого присвячено поняттю «вид» і різноманіттю його проявів. Михайлу Клокову (1978) належать такі терміни як «сувиддя» (великий вид) і «філон» (малий вид). Ці еволюційні поняття стали продовженням роботи над давніми концептами генетиків: «ліннеон» (великий вид), «жорданон» (елементарний вид) і «біотип» (локальна форма) (Филипченко, 1978).

## Природоохоронна діяльність
В кінці 1920-х та на початку 1930-х років був кореспондентом Українського комітету охорони пам'яток природи. У 1927 році був відряджений до Маріупольщини для проектування заповідника Кам'яні могили, про що у збірці Комітету опубліковані звіти дослідника.

## Творчість
Літературну діяльність почав 1915 року. З 1922 року виступав також як літературний критик. Належав до літературних організацій «Арена», ВУСПП (1927-1934), входив до редакційної колегії журналу «Гарт» (1927-1929).
1924 року вийшла збірка статей Михайла Доленґи «Критичні етюди», до якої ввійшли раніше друковані в журналах розвідки й огляди «Літературні взаємовідносини», «До питання про дві системи мови», «Імпресіоністичний ліризм у сучасній українській прозі» (Червоний шлях. — 1924. — № 1/2), «Нотатки до історії жовтневої прози та епосу» (Жовтневий эбірник. — ДВУ, 1924), «Жовтнева лірика» та ін.
Крім цього, був автором статей: «Проблема життєрадісності» («Арена», 1922, № 1), «Трагедія непотрібної трагічності» (Ч. Ш., 1924, № 4-5) — з приводу творів В. Підмогильного, «Ленін у художній літературі» («Книга», 1924, № 5), «Повсталий світ» (Ч. Ш., 1925, № 4), «1924 — Наші літературні здобутки» («Нова Громада», 1925, № 1), «Нотатки про сучасну поезію» («Культура і побут», 1926, № 34), «Соціальні мотиви в українській поезії останніх двох років» (там же, 1926, Ns 38), «Поезія Вас. Еллана», «Післяжовтнева українська література» (Ч. Ш., 1927, № 11), «До питання про художню політику ВУСППа» (журнал «Гарт», 1927) та ін. Активно друкувався в журналі «Критика», заснованому 1928 року, де публікував свої статті, огляди поточної літератури, рецензії.

### Художні твори
- Блакитна жалоба. Збірка перша. — Харків, 1920.
- Об'єктивна лірика. Схеми і діягнози. — Харків: ДВУ, 1922.
- Litterae. Моє письмо. Збірка третя. — Харків: Цех каменярів, 1923.
- Критичні етюди. — Харків: ДВУ, 1924.
- Вибрані поезії. (1918—1926). — Харків: ВУСПП, 1927.
- Узмінь. Збірка поезій четверта. (1924—1926). — Харків: ДВУ, 1928.
- Зросло на камені. Збірка поезій. — Харків: ВУСПП, 1929.
- Творчість Володимира Сосюри [Архівовано 1 листопада 2020 у Wayback Machine.]. — Харків: ЛіМ, 1931.
- Під гарячим небом. Поезії. — Київ—Харків: Держлітвидав, 1937.
- Цілюще зілля. Лірика. (1942—1944). — Київ: Радянський письменник, 1945.
- Роздуми. Поезії. — Київ: Радянський письменник, 1961.
- Зелене й червоне. Поезії. — Київ, 1971.
- Сім кольорів надії. — Київ, 1980.
- Поезії. — К.: Дніпро, 1988.

### Наукові праці
- Клоков М. В. Эндемизм украинской флоры: Дисс. д-ра биол. наук. — [Б.м.] 1947. — 1270 с.
- Клоков М. В. О днепровских и некоторых других видах рода Corispermum L. // Бот. материалы Гербария Бот. инст. АН СССР (Ленинград). — 1960. — T. 20. — C. 90-136.
- Клоков М. В. Основные этапы развития равнинной флоры Европейской части СССР // Мат-лы по истории флоры и растительности СССР. — М.; Л.: Изд-во АН СССР, 1963. — Вып. 4. — С. 376—406.
- Клоков М. В. Расообразование в роде тимьянов — Thymus L. на территории Советского Союза. — Киев: Наук. думка, 1973. — 190 с.
- Клоков М. В. Географическая раса как историческое явление. Некоторые основные положения // Природная обстановка и фауны прошлого. — Киев: Наук. думка, 1974. — Вып. 8. — С. 105—111.
- Клоков М. В. Современное состояние изучения украинских гвоздичных // Нов. системат. высш. и низш. раст. — 1974. — Киев: Наук. думка, 1974. — С. 7-67.
- Клоков М. В. Род рогоглавник (Ceratocephala Moench) в аспекте общей биологической дифференциации // Нов. системат. высш. и низш. раст. — 1977. — Киев: Наук. думка, 1978. — С. 7-73.
- Клоков М. В. Биологическая дифференциация в таксономическом и фитоэйдологическом аспектах // Новости систематики высших и низших растений 1977 (Сб. научн. работ). — К.: Наук. думка, 1978. — С. 50-73.
- Клоков М. В. Псаммофильные флористические комплексы на территории УССР (опыт анализа псаммофитона) // Нов. системат. высш. и низш. раст. — 1979. — Киев: Наук. думка, 1981. — С. 90-150.